# 120 Collins Street
120 Collins Street je mrakodrap v australském Melbourne. Postaven byl podle návrhu, který vypracovala firma Daryl Jackson Pty Ltd. Má 52 podlaží a výšku 262 m, je tak 2. nejvyšší mrakodrap ve městě, ale nejvyšší kancelářský mrakodrap v celé Austrálii. Výstavba probíhala v letech 1989–1991.